# Immunstimulans
Immunstimulanzien stimulieren das Immunsystem. Eine solche Immunstimulation (Stimulierung des körpereigenen Abwehrsystems) ist damit die das Immunsystem aktivierende Form der Immunmodulation.
Immunstimulierend wirken z. B. körpereigene Stoffe wie
- Interleukine (IL)
- Interferone (IFN)
- Transforming growth factor-β (TGF-β)
- koloniestimulierende Faktoren (CSF)

sowie körperfremde Stoffe wie
- aktive Impfungen
- Immun-Checkpoint-Inhibitoren wie CTLA4-, PD-1- und PD-L1-Inhibitoren, die über verschiedene Mechanismen die körpereigene Immunantwort gegen Krebszellen stimulieren.
- Bacillus Calmette-Guérin und Imiquimod.[1][2]

Bacillus Calmette-Guérin wurde bis vor einigen Jahren in Tuberkulose-Impfstoffzubereitungen verwandt, wird hierfür jedoch nicht mehr eingesetzt. Der Wirkstoff scheint nun eine Renaissance erleben zu können, da Untersuchungen aus 2019 anzeigen, dass eine deutliche stimulatorische Aktivität besteht, was die angeborene Immunantwort betrifft.
In der Komplementärmedizin werden häufig Präparate wie beispielsweise Extrakte aus Echinacea spp., Pelargoniumwurzel oder Lebensbaumspitzen propagiert. Ihre Wirksamkeit ist umstritten, obgleich sich für Echinacea-basierte Präparate klare Hinweise finden, dass sie beispielsweise Interferon-γ hochregulieren (was wiederum in der Tumorabwehr von Bedeutung ist).